# Liste der Flugplätze auf den Färöern
Dies ist eine Liste aller Flugplätze auf den Färöern. Sie beinhaltet sowohl Flughäfen als auch die zahlreichen Hubschrauberlandeplätze (Heliports) auf den Färöern.

## Zivile Flughäfen
| Ort      | Insel | Name des Flughafens | IATA-Code | ICAO-Code | Passagiere     | Flugbewegungen | Bahnlänge in m | Ausrichtung | Lage                       |
| -------- | ----- | ------------------- | --------- | --------- | -------------- | -------------- | -------------- | ----------- | -------------------------- |
| Sørvágur | Vágar | Flughafen Vágar     | FAE       | EKVG      | 377.813 (2018) | 5.411 (2018)   | 1799 × 30      | 12/30       | 62° 3′ 49″ N, 7° 16′ 38″ W |

## Hubschrauberlandeplätze
| Ort         | Insel       | Name des Heliports       | ICAO-Code | Lage                        |
| ----------- | ----------- | ------------------------ | --------- | --------------------------- |
| Froðba      | Suðuroy     | Froðba Heliport          | EKFA      | 61° 32′ 38″ N, 6° 46′ 28″ W |
| Hattarvík   | Fugloy      | Hattarvík Helipad        |           | 62° 19′ 49″ N, 6° 16′ 35″ W |
| Kirkja      | Fugloy      | Kirkja Heliport          | EKKU      | 62° 19′ 2″ N, 6° 18′ 47″ W  |
| Klaksvík    | Borðoy      | Klaksvík Heliport        | EKKV      | 62° 13′ 3″ N, 6° 34′ 34″ W  |
| Koltur      | Koltur      | Koltur Helipad           |           | 61° 59′ 4″ N, 6° 57′ 48″ W  |
| Mykines     | Mykines     | Mykines Heliport         | EKMS      | 62° 6′ 8″ N, 7° 38′ 45″ W   |
| Skopun      | Sandoy      | Skopun Helipad           |           | 61° 54′ 16″ N, 6° 53′ 4″ W  |
| Skúvoy      | Skúvoy      | Skúvoy Heliport          | EKSY      | 61° 46′ 10″ N, 6° 48′ 12″ W |
| Stóra Dímun | Stóra Dímun | Stóra Dímun Heliport     | EKSR      | 61° 41′ 6″ N, 6° 45′ 29″ W  |
| Svínoy      | Svínoy      | Svínoy Heliport          | EKSO      | 62° 16′ 36″ N, 6° 20′ 29″ W |
| Tórshavn    | Streymoy    | Bodanes Heliport         | EKTB      | 62° 1′ 18″ N, 6° 45′ 27″ W  |
| Tórshavn    | Streymoy    | Landssjúkrahúsið Helipad |           | 62° 0′ 7″ N, 6° 46′ 29″ W   |

Bei den meisten Hubschrauberlandeplätzen führt Atlantic Airways Linienflüge durch.